# Notocirrus scoticus
Notocirrus scoticus är en ringmaskart som beskrevs av McIntosh 1869. Notocirrus scoticus ingår i släktet Notocirrus och familjen Oenonidae. Arten har ej påträffats i Sverige. Inga underarter finns listade i Catalogue of Life.